# Shannonomyia sparsissima
Shannonomyia sparsissima är en tvåvingeart som först beskrevs av Alexander 1929.  Shannonomyia sparsissima ingår i släktet Shannonomyia och familjen småharkrankar. Inga underarter finns listade i Catalogue of Life.